# Orimarga (Diotrepha) fumicosta
Orimarga (Diotrepha) fumicosta is een tweevleugelige uit de familie steltmuggen (Limoniidae). De soort komt voor in het Neotropisch gebied.